# West Clarkston-Highland
West Clarkston-Highland  est une census-designated place américaine, dans l'État de Washington. 
La population était de 2 265 habitants en 2010.